# 손양초등학교
손양초등학교는 대한민국 강원특별자치도 양양군 손양면 하왕도리에 있는 공립 초등학교이다.

## 학교 연혁
- 1934년 4월 1일 손양공립보통학교 개교
- 1938년 4월 1일 손양공립심상소학교로 개칭
- 1941년 4월 1일 손양공립국민학교로 개칭
- 1954년 1월 31일 송포국민학교, 상운국민학교 분리
- 1996년 3월 1일 손양초등학교로 개칭
- 1996년 12월 16일 교사 신축
- 1999년 9월 1일 상운초등학교와 통합
- 2004년 7월 13일 디지털 도서관 개관
- 2007년 11월 4일 교실 2칸 증축
- 2011년 5월 12일 속초세무서 자매결연 협약
- 2013년 10월 8일 손양관 개관
- 2016년 2월 18일 제77회 4명 졸업 (총 3,047명)
- 2016년 3월 1일 제32대 김윤기 교장 부임
- 2017년 2월 9일 제78회 3명 졸업 (총 3,050명)

## 참고 자료
- 손양초등학교 - 한국교육학술정보원 학교알리미